# القوات المسلحة الملكية البلجيكية
القوات المسلحة الملكية البلجيكية أو الجيش الملكي البلجيكي (بالفرنسية: Armée belge)‏ (بالهولندية: Belgisch leger) هو الجيش الوطني التاب لبلجيكا وأحد جيوش حلف الناتو. تأسس بعيد استقلال بلجيكا في أكتوبر 1830. ومنذ ذلك الحين ضلع الجيش البلجيكي في عدة حروب من أهمها الحرب العالمية الأولى والحرب العالمية الثانية والحرب الباردة والحرب الكورية كما تدخل عدة مرات في الكونغو.

## التاريخ
من 1885 إلى قوة publique كما انشئت الحامية العسكرية وقوات الشرطة في الكونغو البلجيكية. في عام 1913، الإلزامي والشامل الخدمة العسكرية تأسست في بلجيكا. في أغسطس 1914، تم حشد القوات المسلحة البلجيكية ويتم حاليا إعادة هيكلة، ونتيجة لهذا التدبير والاحتلال السريع للبلجيكا 20٪ فقط من الرجال ودمجها في القوات المسلحة. في نهاية المطاف، وأدرجت 350,000 الرجال في القوات المسلحة البلجيكية. لم يكن ثلث تشارك مباشرة في القتال.
غزت على حين غرة من قبل جيش الإمبراطوري الألماني، والتي كان ما يقرب من 600,000 رجل قوي، والصغيرة، وسوء التجهيز، 117,000 الجيش البلجيكي قوية نجح، لمدة عشرة أيام، لعقد الجيش الألماني أمام لييج في عام 1914. قاتلوا بين الحصون المزروعة في المنطقة وبدعم منها. وتقوم هذه الاستراتيجية على مفهوم نابليون محاربة طلائع هذه القوات ومنع جزء من قوات العدو الانضمام إلى الجسم الرئيسي. في ذلك الوقت، احتفلت السلطات والجمهور المقاومة الفرنسية البلجيكية أن الألمان لا يتوقعون. في الواقع، تأخر البلجيكيين والألمان يسمح بذلك الجيوش الفرنسية لمقاومة الهجمات الألمانية التي أصبحت معركة الاولى من مارن.
لمدة أربع سنوات، تحت قيادة الملك ألبير الأول ملك بلجيكا، الجيش البلجيكي حراسة القطاع المهم من الجناح الأيسر الحلفاء بين نيوبورت، على الساحل، وإيبر بمساعدة قوات الوفاق لكنه لم يشارك في أي من الهجمات على قوات الحلفاء الكبرى، التي تعتبر مكلفة وغير ضرورية في داع الرجال من قبل ملك البلجيك.
في عام 1916، وهي هيئة من البلجيكية السيارات المدرعة تم نقلها من الجبهة Ijzer لمساعدة الإمبراطورية الروسية. القوة وجدت نفسها جنبا إلى جنب مع هيئة مماثلة أرسلت من قبل البريطانيين على الجبهة الشرقية.
في أفريقيا، والموظفين والضباط على رأس القوات الاستعمارية البلجيكية، بعد إنقاذهم من الكفاح الفرنسية مع الألمان توغو و، فز بمعارك متعددة خلال حملة شرق أفريقيا ضد القوات الألمانية في شرق أفريقيا الألمانية. وكان أهم انتصار في تابورا، وفاز تحت قيادة الجنرال تشارلز Tombeur.
في بلجيكا، بعد أربع سنوات من الحرب، والصادر في 26 أيار 1918، كان الجيش 166,000 رجل أي 141974 كانوا مقاتلين، وتشكيل فرق المشاة الثانية عشرة وشعبة واحدة الفرسان. وكان 129 طائرة و952 بنادق من جميع العيارات. من سبتمبر، شارك الجيش البلجيكي الحلفاء في الهجوم حتى النصر النهائي 11 نوفمبر 1918.
بعد الهدنة ألمانيا عام 1918، سعت الحكومة البلجيكية الإبقاء على إستراتيجية 1914. ولم يبذل جهد يذكر لacquure الدبابات والطائرات للقوات المسلحة البلجيكية، في حين عززت الحكومة بدلا من التحصينات لييج وانتويرب. وكان هذا على الرغم من حقيقة أنه خلال الحرب العالمية الأولى الحصون قد أثبتت عدم كفاءتها على الرغم من الدعم القوي من المدفعية والمشاة. حتى عام 1936، ظلت متحالفة مع فرنسا بلجيكا والمملكة المتحدة.
في 1 سبتمبر 1939، عندما الجيش الألماني بغزو بولندا، الملك ليوبولد الثالث ملك بلجيكا أمر التعبئة العامة، والتي تم حشد 600,000 البلجيكيين. على الرغم من التحذيرات من الحكومتين الفرنسية والبريطانية، رفض الملك تحالف مع حلفائها السابقين. وغزت بلجيكا، هزم، واحتلت في ثمانية عشر يوما حملة بعد 10 مايو 1940.
تم انقاذ 163 جندي بلجيكي أثناء دونكيرك إجلاء، وبلجيكا الجديد البحرية، ومشاة البحرية فيلق دي، إصلاح فقط في عام 1939، كما شارك. تم في وقت لاحق السفن البلجيكية المعتقلين في إسبانيا، باستثناء الحرفة دورية P16، الذي تمكن من الفرار إلى المملكة المتحدة، حيث أصبح HMS كيرنوت. العديد من البحارة في وقت لاحق، والصيادين البلجيكية، وترك البحارة التجارية في المملكة المتحدة لمحاربة المحور.
بعد الهزائم لعام 1940، وتم تشكيل عدد من الوحدات العسكرية في المنفى، وعادة تحت قيادة بريطانية: هذه أصبحت تعرف باسم القوات البلجيكية مجانا. بحلول سبتمبر 1940، قسم البلجيكي من البحرية الملكية تم إنشاء بناء على مبادرة من بلجيكي البحرية اللفتنانت فيكتور الخام. ووضعت القوات البرية للقوات البلجيكية مجاني من ثلاثة مصادر رئيسية خلال الحرب. كانت هذه قوة Publique في الكونغو (النصر ضد القوات الإيطالية في جنوب Etyopia)، البلجيكيين المغتربين في بريطانيا العظمى وكندا (التي شكلت في نهاية المطاف 1 البلجيكي لواء المشاة) و، بعد سبتمبر 1944، حررت من قبل البلجيكيين حملة الحلفاء في شمال غرب أوروبا.
الدروس القاسية من الحرب العالمية الثانية جعلت الأمن الجماعي من أولويات السياسة الخارجية البلجيكية. في آذار عام 1948 وقعت بلجيكا معاهدة بروكسل، ثم انضم الناتو في عام 1948. ومع ذلك دمج القوات المسلحة في حلف شمال الأطلسي لم يبدأ إلا بعد الحرب الكورية، والتي بلجيكا (بالتعاون مع لوكسمبورغ) أرسلت مفرزة البلجيكية المعروفة باسم قيادة الأمم المتحدة. ساهم لاحقا في بلجيكا I البلجيكية فيالق لحلف شمال الأطلسي في جيش مجموعة الشمالية. نما الإنفاق الدفاع جنبا إلى جنب مع حجم القوة. في عام 1948 كان الجيش القوي الذي نما 75000 بحلول العام 1952 إلى 150,000. تشكيل لمراجعة سياسات الدفاع في عام 1952 هدفا للفرق الاحتياط الثلاثة النشطة واثنين، والقوات الجوية طائرات 400-البحرية وخمسة عشر سفينة. تم إنشاؤها الأربعين مضادة للطائرات كتائب الدفاع، مع ربط الرادار ونظام مركزي للقيادة والسيطرة.
كضمان ضد بلجيكا يتعرض للغزو مرة أخرى، قاعدتين الرئيسية، كيتونا وكامينا، أنشئت في الكونغو البلجيكية. واعتبرت تقريبا على أنها "معقل الوطنية، 'السماح للبقاء على قيد الحياة وإعادة بناء القوات إذا تعرضت للغزو مرة أخرى بلجيكا.
بعد تغيير الحكومة في عام 1954 تم تخفيض خدمة مجند و18 شهرا. اكتسب الجيش البلجيكي القدرة النووية في 1950s مع جون صادق صواريخ في البداية ثم مع أنبوب المدفعية ذات القدرة النووية. كما اعتمدت الولايات المتحدة Pentomic المنظمة، لكنه تحول بعد ذلك إلى تقسيم هيكل الثلاثي من قبل 1960s في وقت مبكر. فقط بعد الاستقلال في الكونغو، كان الأمر متروبوليتان (Cometro) نشطة للسيطرة على القوات البلجيكية هناك.

## الحالة الحالية
منذ عام 2002، من قبل أمر ملكي الصادر عن ألبير الثاني ملك بلجيكا تم دمج القوات المسلحة الثلاثة مستقل في هيكل واحد موحد، ونظمت مع أربعة عناصر والتي تتكون من حوالي 47,000 جندي نشطة. وتنظم أنها على النحو التالي:
1. مكون الأرض، والمعروفة سابقا باسم ارض قوة (تير Composante/Landmacht/هير)؛
2. مكون الجوية، والمعروفة سابقا باسم سلاح الجو (Composante الهواء/Luchtmacht/Luftmacht)؛
3. مكون البحرية، والمعروفة سابقا باسم قوة البحرية (Composante البحرية/Zeemacht/Seemacht)،
4. مكون طبية، والمعروفة سابقا باسم الخدمات الطبية (Composante MEDICALE/MedischeDIENST/Sanitätsdienst).

وتنقسم ميزانية 3,4 مليار € بين العناصر الأربعة على النحو التالي:
- ينفق 63٪ على الرواتب
- ينفق 25٪ على صيانة المعدات
- ينفق 12٪ على الاستثمارات الجديدة

الأوامر التنفيذية التي تضطلع بها عناصر (COMOPSLAND، COMOPSAIR، وCOMOPSNAV COMOPSMED) تخضع لإدارة الأركان للعمليات والتدريب من وزارة الدفاع، الذي يرأسه مساعد رئيس عمليات الموظفين والتدريب (ACOS مكتب خدمات المشاريع وترغ)، وإلى رئيس هيئة الدفاع (CHOD).
بلجيكا، وهو عضو في الناتو والاتحاد الأوروبي، تقوم حاليا بإعادة هيكلة جيشها لتكون قادرة على أسرع الاستجابة للأزمات الإنسانية أو الكوارث التي تحدث في العالم (حفظ السلام) [بحاجة لمصدر] ولكي نفعل ذلك، والجيش البلجيكي حاليا يتم التخلص من جميع المركبات تعقب المركبات لصالح بعجلات. الأمثلة الجديد MOWAG البيرانا والدنغو 2 المركبات اشترى حاليا لاستبدال المركبات مثل نمر 1A5BE. وبالإضافة إلى ذلك، فإن عنصر الهواء هو شراء طائرات جديدة مثل ايرباص إيرباص إيه 400إم، إن إتش-90 لمرافقة طائرة أخرى لمهمات إنسانية مثل أغستا 109 وألويت 2 / طائرات الهليكوبتر 3. وسوف يكون الانتقال الكامل بحلول عام 2015. بسبب السياسة التي غالبا ما تكون معقدة في بلجيكا، أدى إلى إعادة هيكلة قرارات غير منطقية يرى البعض كما، مثل قرار لتركيب (النادر جدا) CMI مدفع عيار 90 ملم على سمكة البيرانا 3 (ذخيرة نادرة جدا وتتم فقط من قبل حفنة من الشركات المصنعة، وسوف الأرجح الموردة من قبل Mécar). وأخيرا، ظهرت الخلافات الأخرى في جميع أنحاء نقل 'مدرسة سلاح الفرسان "في بلجيكا.

## القوة البرية الملكية البلجيكية

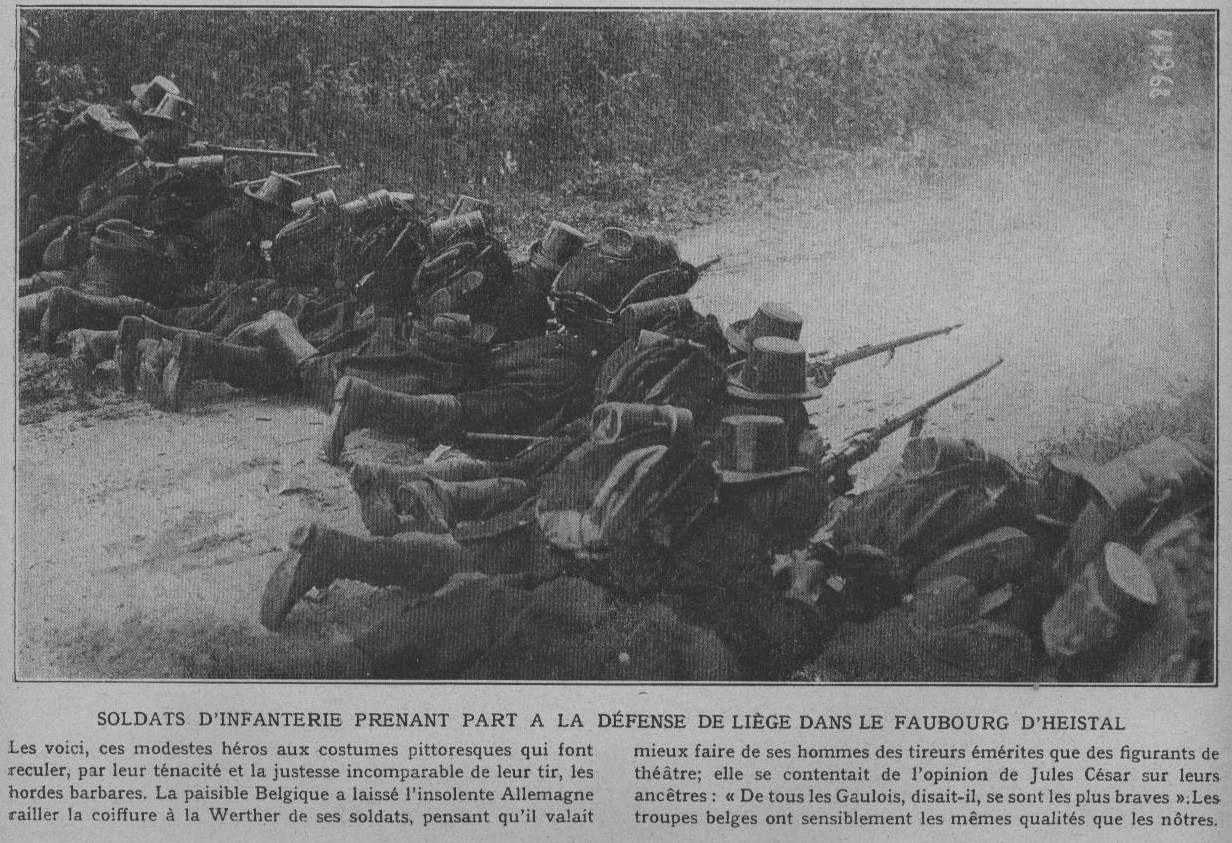
في عام 1914، بتدريب الجيش البلجيكي.

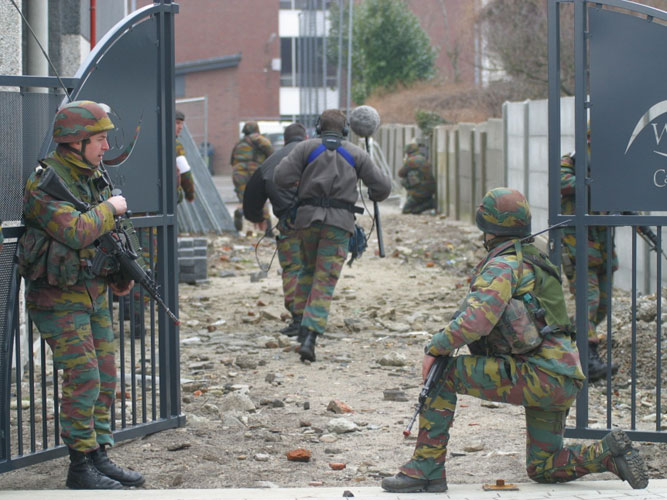
البلجيكي الجنود أثناء ممارسة

والقوات البرية الملكية البلجيكية هي الذراع البرية للقوات المسلحة البلجيكية. يضم حاليا 24361 جندي و10،000 موظفا مدنيا [بحاجة لمصدر].
أرض البلجيكي، مكيف الهواء، وجميع مكونات الطبية استخدام نفس الرتب العسكرية. صفوف مكون البحرية هي فريدة من نوعها في القوات المسلحة البلجيكية.
معداتها تتكون من:
مركبات:
- سويسرا Mowag البيرانا
- النمسا Pandur I
- الولايات المتحدة M113 ناقلة جند مدرعة
- ألمانيا كراوس مافيي-فيجمان
- ألمانيا الدنغو 2
- إيطاليا شاحنة IVECO LMV
- الولايات المتحدة M-التمساح
- المملكة المتحدة JCB جرذ الأرض
- ألمانيا بي إم دبليو R 1150 RT
- ألمانيا يونيماج U1350L
- السويد شاحنات فولفو N10
- إيطاليا إيفيكو M250.45WM
- إيطاليا إيفيكو EUROCARGO
- ألمانيا مرسيدس بنز الناقل 814
- إيطاليا إيفيكو EUROTRAKKER
- السويد SCANIA T144
- السويد SCANIA P124 CA
- فرنسا رينو KERAX
- الولايات المتحدة كاتربيلر D6 بلدوزر
- الولايات المتحدة حالة حفارة مجنزرة
- ألمانيا LIEBHERR LITRONIC 912
- إيطاليا /  الصين فيات - هيتاشي محمل W170 بعجلات
- ألمانيا كروب بعجلات AS35 رافعة رفع
- الولايات المتحدة غروف GMK 3050 بعجلات رافعة جميع التضاريس
- ألمانيا فولكس واجن Iltis

## سلاح الجو الملكي البلجيكي

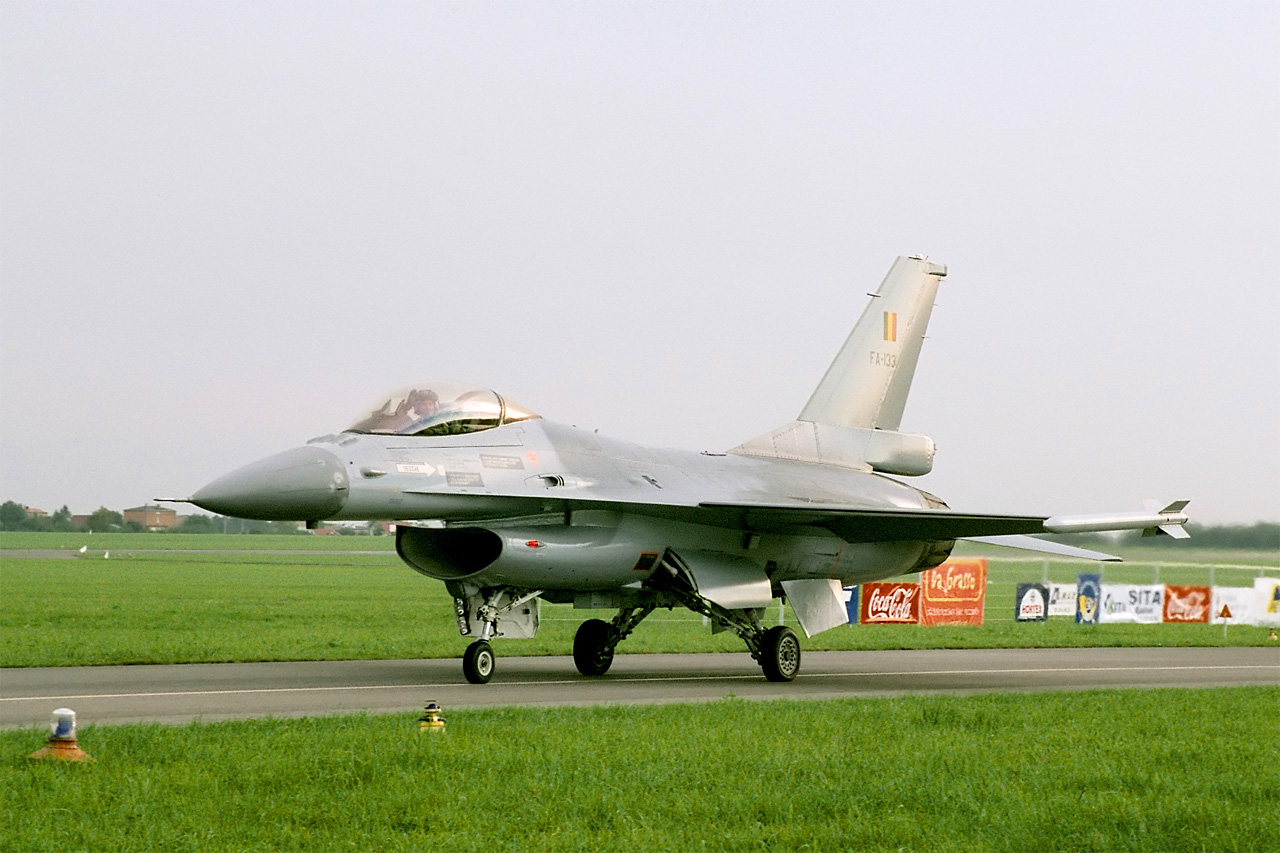
إف-16 نفاثة مكون الجوية البلجيكية

سلاح الجو الملكي البلجيكي هو سلاح الجو من بلجيكا. يضم حاليا 8600 فردا.
بدأ تاريخ القوات الجوية البلجيكية في عام 1910 حين وجه وزير الحرب الجنرال Hellebaut، قررت بعد رحلته الأولى إلى الحصول على «الطائرات». في 5 مايو 1911 تم تسليم نوع فرمان عام 1910، تليها الثانية في 24 مايو والآخران في أغسطس من العام نفسه.
الطائرات الحالية هي:
الطائرات المقاتلة:
- الولايات المتحدة إف-16

طائرات التدريب:
- إيطاليا إرماتشي إس إف 260
- فرنسا /  ألمانيا داسو/دورنير ألفا جت

المروحيات:
- فرنسا إيروسباسيال ألويت الثالثة
- إيطاليا أغستاوستلاند A109
- الاتحاد الأوروبي إن إتش-90
- المملكة المتحدة البحر يستلاند الملك

الطائرات النقل:
- الاتحاد الأوروبي ايرباص A330
- الاتحاد الأوروبي ايرباص A310
- الاتحاد الأوروبي ايرباص A400M
- فرنسا داسو فالكون 20
- فرنسا داسو فالكون 900
- البرازيل امبراير إي آر جيه 135
- البرازيل امبراير إي آر جيه 145
- الولايات المتحدة سي-130 هيركوليز

طائرات بدون طيار:
- إسرائيل RQ-5 هنتر

## القوة البحرية الملكية البلجيكية

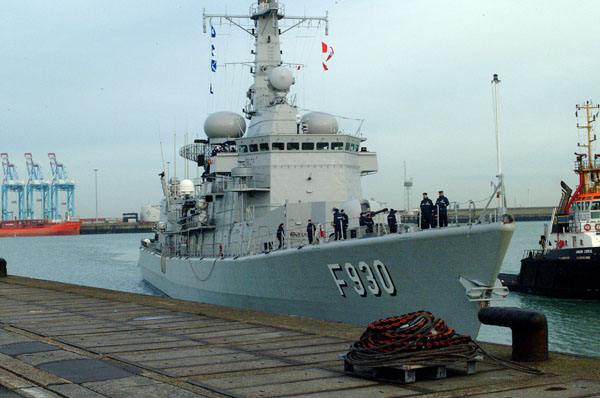
فرقاطة من البحرية البلجيكية

القوة البحرية الملكية البلجيكية هي الذراع البحرية للجيش البلجيكي. صفوف البحرية البلجيكية هي فريدة من نوعها داخل القوات المسلحة البلجيكية، الموافق صفوف البحرية في جميع أنحاء العالم.
يضم حاليا 1600 أفراد والسفن 20. سفن الحالية هي:
فرقاطات:
- ليوبولد F930 I
- لويز ماري F931

كاسحات الألغام:
- M915 أستر
- M916 بيليس
- M917 الزعفران
- M921 اللوبيليا
- M923 نارسيس
- M924 زهرة الربيع

سفن الدعم:
- A960 Godetia
- A950 فالكه
- A962 Belgica
- A963 شتيرن
- A996 الباتروس
- A997 سبين

قوارب دورية:
- P902 التحرير

السفن المساعدة:
- A958 Zenobe الغرام
- A995 Spich
- A998 Werl
- A983 Quatuor
- A999 باربرا

## رؤساء الأركان منذ عام 1958
- الجنرال جاك دي Dixmude (28/02/1958 - 1959/11/30)
- الجنرال البارون دي Cumont (1959/09/12 - 1963/06/30)
- الجنرال G. فاغنر (1963/01/07 - 1965/03/31)
- الجنرال V. ديسار (1965/04/01 - 1968/03/31)
- الجنرال البارون G. Vivario (1968/04/01 - 14/03/1972)
- الطيار الجنرال ألبرت Crekillie (1972/03/15 - 31/10/1979)
- الجنرال ويلي جونتير (1979/11/01 - 1982/09/30)
- البارون موريس اللفتنانت جنرال Gysemberg (1982/10/01 - 21/07/1988)
- الجنرال خوسيه شارلييه (22/07/1988 - 1995/09/30)
- نائب الاميرال الاميرال وويلي Herteleer (1995/10/01 - 2002/12/31)
- الطيران العام أغسطس فان Daele (2003/01/01 - 2009/04/01)
- العام شارل هنري Delcour[9] (02.04.2009 -

## وصلات خارجية
- Official website of the Belgian armed forces
- Belgian army rank insignia